# Spring (film)
Spring è un film del 2014 diretto da Justin Benson e Aaron Moorhead.

## Trama
Quando sua madre muore, Evan si rende conto che la sua vita non sta andando da nessuna parte. Decide allora di fare un viaggio in Europa e, scegliendo una destinazione a caso, arriva in Italia, dove partecipa a feste con altri turisti. Ma tutto cambia per Evan quando, giunto in un'idilliaca città del sud (Polignano a Mare), incontra l'incantevole Louise. Tra i due comincia a nascere una storia d'amore, ma Louise nasconde un oscuro segreto primordiale che potrebbe distruggere la loro felicità.